# Anarchist Exclusion Act
Anarchist Exclusion Act (deutsch etwa: Anarchistenausschlussgesetz) bezieht sich auf zwei Gesetze, die ab 1901 bis 1918 vom United States Congress verabschiedet wurden, um Personen, die anarchistische Ideen vertraten, an der Einreise in die USA zu hindern.

## Das Gesetz von 1901
Der erste Anarchist Exclusion Act, offizielle Bezeichnung An Act To regulate the immigration of aliens into the United States (deutsch etwa: Ein Gesetz zur Regulierung der Einwanderung von Fremden in die Vereinigten Staaten, ch. 1012), wurde vom 57. Kongress der Vereinigten Staaten an seinem letzten Sitzungstag am 31. März 1903 verabschiedet und am 29. Juni 1906 erneuert, kurz nach dem Attentat auf den US-Präsidenten William McKinley, das von Leon Czolgosz ausgeführt wurde. Czolgosz war paradoxerweise kein Einwanderer, sondern ein in den USA geborener Sohn polnischer Immigranten. Der damalige Präsident Theodore Roosevelt forderte dieses Gesetz vom Kongress, um einreisende Personen hinsichtlich ihrer politischen Überzeugungen befragen lassen zu können. Der Anarchist Exclusion Act war das erste Einwanderungsgesetz seit den Alien and Sedition Acts von 1798, das auf die politischen Ansichten abzielte. Dadurch sollte vor allem an der Einwanderung gehindert werden,

“who disbelieves in or who is opposed to all organized government, or who is a member of or affiliated with any organization entertaining or teaching such disbelief in or opposition to all organized government”

„wer jede organisierte Regierung anzweifelt oder dagegen opponiert; oder wer Mitglied einer jeglichen Organisation ist oder einer solchen nahesteht, die gegenüber jeder organisierten Regierung Zweifel oder Opposition lehrt oder unterhält.“

Direkt nach einer vom schottischen Anarchisten John Turner gehaltenen Rede im Murray Hill Lyceum wurde dieser von Mitarbeitern der Einwanderungsstelle verhaftet. Bei ihm wurde eine Kopie von Johann Mosts Freier Gesellschaft und auf seinem Redemanuskript eine Erinnerungspassage zu den Opfern der Haymarket-Unruhen gefunden. Dies war genug Beweismaterial, um ihn zu deportieren. Direkt nach diesem Ereignis organisierte Emma Goldman einen Verein für freie Rede, um die Deportation anzufechten und gewann Clarence Darrow und Edgar Lee Masters für Turners Verteidigung. Nachdem Goldman in der Cooper Union eine Versammlung derjenigen organisiert hatte, die der Deportation kritisch gegenüberstanden, veröffentlichte die New York Times einen unterstützenden Leitartikel für das Gesetz und die Deportation von Turner. Sie bezeichneten die Personen, die der Versammlung beigewohnt hatten als “ignorant and half-crazy dreamers” (deutsch: „ignorante und halbverrückte Träumer“) und verkündeten, dass es das Recht des Landes sei “in the belief of Congress and of many, probably of most, Americans', it makes it our duty – to exclude him.” (deutsch: „nach Meinung des Kongresses und vieler, wahrscheinlich der meisten Amerikaner macht dies zu einer Pflicht, ihn auszuschließen“)
Darrow und Masters verteidigten Turner vor dem U.S. Supreme Court. Sie argumentierten, dass das Gesetz der Verfassung widerspreche und Turner ein „philosophischer Anarchist“ und daher keine Gefahr für die Regierung sei. Das Gericht entschied sich gegen Turner und Chief Justice Melville W. Fuller schrieb die Mehrheitsmeinung nieder, in der er darauf verwies, dass die „Bill of Rights“ nicht für Ausländer gelte und der Kongress das Recht habe, jedem die Einreise zu verweigern, den sie für eine Landesbedrohung hielten. Turner war die erste nach dem Gesetz deportierte Person.
Im darauf folgenden Jahr wurden 7994 Personen die Einreise verweigert, darunter einem, dem vorgeworfen wurde, Anarchist zu sein.

## Das Gesetz von 1918

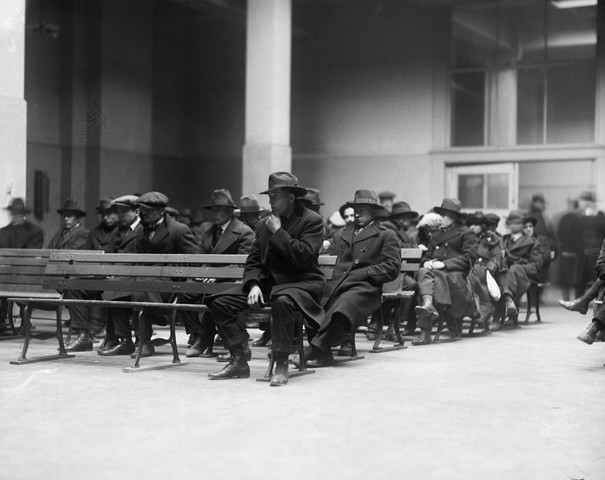
Anarchisten und Kommunisten erwarten 1920 ihre Deportation

Das zweite Gesetz, auch bekannt als Immigration Act of October 16, 1918, ch. 186 wurde am 16. Oktober 1918 verabschiedet. Es spezifizierte,

“that aliens who are anarchists; aliens who believe in or advocate the overthrow by force or violence of the Government of the United States or of all forms of law; aliens who disbelieve in or are opposed to all organized government; aliens who advocate or teach the assassination of public officials; aliens who advocate or teach the unlawful destruction of property; aliens who are members of or affiliated with any organization that entertains a belief in, teaches, or advocates the overthrow by force or violence of the Government of the United States or of all forms of law, or that entertains or teaches disbelief or opposition to all organized government, or that advocates the duty, necessity, or propriety of the unlawful assaulting or killing of any officer or officers, either of specific individuals, or of officers generally, of the Government of the United States or any other organized government, because of his or their character, or that advocates or teaches the unlawful destruction of property, shall be excluded from admission into the United States”

„dass Ausländer, die Anarchisten sind; Ausländer, die meinen oder befürworten, mittels Zwang oder Gewalt die Regierung der Vereinigten Staaten oder alle Formen des Gesetzes zu stürzen; Ausländer, die nicht die organisierte Regierung unterstützen oder in Opposition zu ihr stehen; Ausländer, die Mord an Beamten lehren oder befürworten; Ausländer, die ungesetzliche Zerstörung von Eigentum lehren oder befürworten; Ausländer, die Mitglied einer Organisation sind oder mit einer solchen verbunden sind, die eine Annahme stützen, lehren oder befürworten, die Regierung der Vereinigten Staaten oder alle Formen des Gesetzes mittels Zwang oder Gewalt zu stürzen, oder die eine Pflicht, Notwendigkeit oder Korrektheit des ungesetzlichen Angriffs oder der Ermordung von Polizisten, als spezifische Individuen oder als Gruppe, der Regierung der Vereinigten Staaten oder einer anderen organisierten Regierung, auf Grund ihrer oder seiner Beschaffenheit, annimmt oder befürwortet, oder die ungesetzliche Zerstörung von Eigentum befürwortet oder lehrt, von der Einreise in die Vereinigten Staaten ausgeschlossen werden.“

1919 berichtete die New York Times, dass im Steuerjahr 1918 zwei Personen “excluded from the United States” (deutsch: „aus den Vereinigten Staaten ausgeschlossen wurden“) und “(t)hirty-seven were deported after being found illegally in this country.” (deutsch: „37 deportiert wurden, nachdem sie illegal in diesem Land aufgefunden worden waren“).
Unter den vom Gesetz betroffenen waren einige bekanntere Anarchisten wie Luigi Galleani und einige seiner Anhänger, die für eine Reihe tödlicher Bombenattentate von 1919 verantwortlich waren und die 1919 und 1920 einen Höhepunkt erreicht hatten. Emma Goldman und Alexander Berkman, die zu dieser Zeit in den USA lebten, wurden ebenfalls nach dem Gesetz verbannt.
Nachdem über 4000 angebliche Kommunisten verhaftet und für die Deportation vorgesehen wurden, weigerte sich das Arbeitsministerium, die Masse von ihnen zu deportieren, worauf dem Arbeitsminister William B. Wilson wegen der Verweigerung mit einer Anklage gedroht wurde. Insgesamt wurden 556 Personen nach dem Anarchist Exclusion Act deportiert. Es wurde 1952 widerrufen.

## Literarische Rezeption
Vladimir Nabokov ließ in seinem Roman „Timofey Pnin“ die gleichnamige Hauptfigur 1940 mit dem Schiff in den Vereinigten Staaten anlanden. Bei der Einreise fragt der Zöllner ihn, ob er Anarchist sei. Der „praktische, metaphysische, theoretische, mystische, abstrakte, individuelle oder der soziale“? fragt die Hauptfigur – in jungen Jahren habe das alles Bedeutung für ihn gehabt. Der Zöllner lässt den harmlosen Gelehrten daraufhin zwei Wochen auf Ellis Island einsitzen.